# París-Tours 1934
La París-Tours 1934 fue la 29ª edición de la clásica París-Tours. Se disputó el 29 de abril de 1934 y el vencedor final fue el belga Gustave Danneels, que se impuso al sprint. El italiano Bernardino Scimia, cuarto clasificado, fue descalificado por ayuda ilegal.

## Clasificación general[3]
|     | Ciclista           | Equipo                    | Tiempo    |
| --- | ------------------ | ------------------------- | --------- |
| 1   | Gustave Danneels   |                           | 6h 20'10" |
| 2   | Romain Gijssels    |                           | m.t.      |
| 3   | Félicien Vervaecke |                           | m.t.      |
| 4   | Jef Demuysere      |                           | m.t.      |
| DSQ | Bernardino Scimia  |                           | a 54"     |
| 5   | Robert Rigaux      |                           | a 1'12"   |
| 6   | André Leducq       |                           | m.t.      |
| 7   | Edgard De Caluwé   | Dilecta                   | m.t.      |
| 8   | Pierre Cloarec     |                           | m.t.      |
| 9   | Raymond Louviot    | Genial-Lucifer-Hutchinson | a 1'55"   |
| 10  | René Bernard       |                           | m.t.      |